# Escuela Secundaria Redlands East Valley
Redlands East Valley High School es una escuela secundaria pública en Redlands, California, Estados Unidos, cerca de las Montañas de San Bernardino . La escuela abrió en el año escolar 1997-1998 como parte del Distrito Escolar Unificado de Redlands .

## Descripción

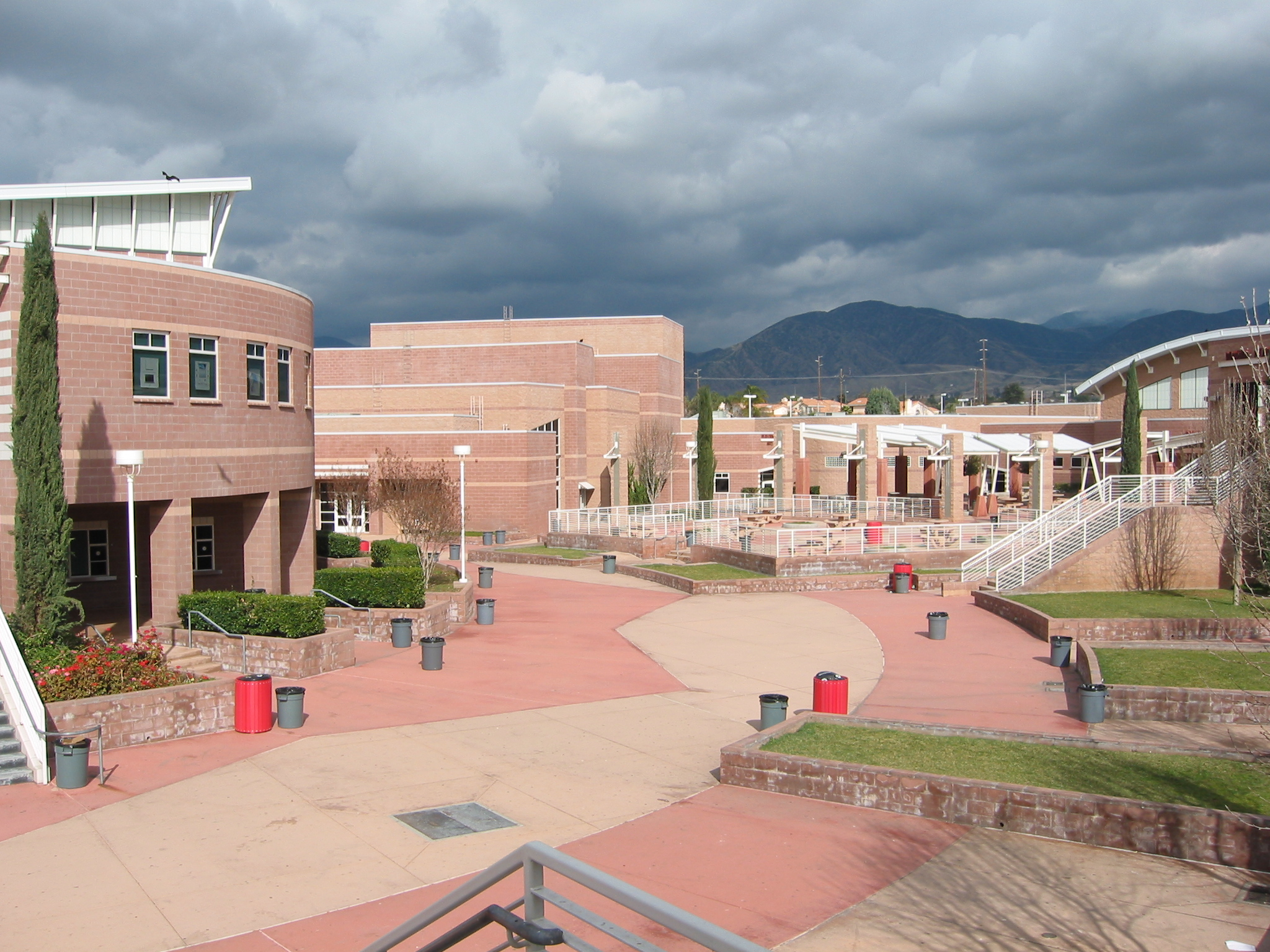
Una vista del campus mirando al noreste, ante de las montañas.

Redlands East Valley es un 264 000 pies cuadrados (24 526,4 m²) escuela secundaria integral ubicada en 57 acres (230 671 m²), diseñado para albergar a 2.500 estudiantes. Un elemento importante del diseño es el centro de medios y su aplicación de tecnología .[cita requerida] La mayoría de los exteriores de los edificios fueron construidos con mampostería de concreto, acero estructural expuesto, vidrio y techos de metal. Los colores y la mascota de la escuela se eligieron para contrastar con la escuela secundaria Redlands High School.[cita requerida]
La construcción de la escuela costó US$ 35.000.000 (41 millones en 1995) y se completó en septiembre de 1997. El techo de la Biblioteca fue diseñado para parecerse a un libro abierto. El edificio de artes escénicas fue diseñado para parecerse a un piano, completo con mosaicos blancos y negros en el piso del laboratorio de piano. El Teatro de Artes Escénicas recibe su nombre en honor a Harry Blackstone Jr., un mago de teatro que vivía en Redlands. La escuela ofrece el programa de Ubicación Avanzada.

## Deportes

### Fútbol Americano
Los jugadores de fútbol americano de Redlands East Velly juegan en la Citrus Belt League . Con el entrenador previo Kurt Bruich, el equipo en un momento se ubicó en el puesto n. ° 2 en el estado y en el n. ° 17 en la nación, y también llegó al campeonato estatal.[cita requerida] Con la victoria de REV sobre Citrus Hill Hawks el 28 de noviembre de 2014, la escuela se convirtió en la primera del distrito desde 1979 en llegar a las finales de CIF. El 5 de diciembre de 2014, el equipo de fútbol americano de Redlands East Valley ganó su primer campeonato CIF y dos semanas después, la escuela ganó su primer campeonato estatal, derrotando a Clayton Valley Charter High School en el campeonato de la División II.[cita requerida]

### Lucha libre
El equipo de lucha de REV fue el primer equipo de chicos en la historia de la escuela en ganar un título CIF, así como el primer equipo en ganar un título estatal individual. En 2010, el equipo de lucha libre de niños se convirtió en el primer campeón CIF de chicos de REV. En 2011, el luchador de Redlands East Valley, Chris Mecate, se convirtió en el primer campeón estatal CIF individual de la escuela.

## Exalumnos notables
- Matt Andriese, jugador de béisbol[5]
- Landon Donovan, futbolista[6]
- Tyler Chatwood, jugador de béisbol[7]
- Ronnie Fouch, jugador de fútbol americano universitario[8]
- Tommy Hanson, jugador de béisbol[9][10]
- Jaelan Phillips, jugador de fútbol americano[11]
- Chris Polk, jugador de fútbol americano[12][13][14]
- Kylie Fitts, jugadora de fútbol americano[15]
- Lil Xan, rapero estadounidense[16]